# 兹林
兹林（捷克語：Zlín，捷克語發音：[zliːn]）位于捷克东南部，是兹林州的首府，人口约8万（2006年）。
兹林在1949年至1990年间被称为哥特瓦尔德夫（捷克語：Gottwaldov）:713。